# エベルトン・エンリケ・デ・ソウザ
エベルトン・エンリケ・デ・ソウザ（Éwerthon Henrique de Souza, 1981年6月10日 - ）はブラジル・サンパウロ州サンパウロ出身の元サッカー選手。現役時代のポジションはフォワード。

## 経歴

### クラブ
コリンチャンスの大ファンであった父の薦めで7歳からコリンチャンスに入り、1999年にトップデビューを果たす。しかしながら出場機会を得られず、リオ・ブランコECへレンタル移籍。ここでは中心選手となってサンパウロ州選手権で5得点を挙げた。コリンチャンス復帰後もサンパウロ州選手権で9得点を挙げている。
2001-02シーズン、ドルトムントを選択し、ドイツへと旅立つ。ドルトムントではヤン・コレルの落としたボールをゴールへ蹴りこむ役割を担い、2001-02シーズンから4年連続で2桁得点を記録した。
ドルトムントは親会社の経営難に苦しんでおり、2005年7月にスペインのレアル・サラゴサと5年契約を結んだ。移籍金は公開されていない。2006年1月27日のFCバルセロナ戦 (4-2) では2得点し、相手の公式戦連勝記録を18で止めた。サラゴサでの1年目は快足を生かして得点を量産したが、2年目はセルヒオ・ガルシアの台頭もあって出場機会を減らし、2007年7月16日にはドイツ王者のVfBシュトゥットガルトにレンタル移籍した。3年ぶりにブンデスリーガでプレーしたが、活躍することは出来ず、冬にはRCDエスパニョールへとレンタルされている。2008-09シーズンは2部に降格したサラゴサに復帰し、リカルド・オリヴェイラとコンビを組んで得点を量産した。最終的に28得点し、CDテネリフェのニノに次ぐ得点ランク2位に入った。
しかし、2009-10シーズンは出場機会を減らし、更に冬の移籍市場でウンベルト・スアソが加入したことによりEU外選手枠からも外れた。このことから2010年2月22日、ブラジルのSEパルメイラスへ移籍した。2011年7月、ロシアプレミアリーグのFCテレク・グロズヌイへ1年間の契約で移籍をした。2012年1月、6試合で1得点と稼働率の低いエベルトンにクラブは話し合いの場を持ち、エベルトン自身もクラブを退団したいとの願望を示したため、双方の合意の下で契約を解消し退団した。

### 代表
ブラジル代表として2001年4月のペルー戦で初出場、その後数試合に出場するも2003年以降の招集はない。　

## 所属クラブ
- SCコリンチャンス・パウリスタ 1998-1999, 2000-2001
- リオ・ブランコEC 1999-2000
- ボルシア・ドルトムント 2001-2005
- レアル・サラゴサ 2005-2010

→ VfBシュトゥットガルト 2007-2008.1 (期限付き移籍)
→ RCDエスパニョール 2008.1-2008.6 (期限付き移籍)
- SEパルメイラス 2010
- FCテレク・グロズヌイ 2011-2012
- アトレチコ・ソロカーバ 2014

## タイトル

### クラブ
SCコリンチャンス・パウリスタ
- カンピオナート・ブラジレイロ 1998, 1999
- カンピオナート・パウリスタ 1999
- FIFAクラブワールドカップ 2000

ボルシア・ドルトムント
- ブンデスリーガ 2002

### 代表
ブラジル代表
- 南米ユース選手権 2001